# Trabojin
Trabojin (cyr. Трабојин) – wieś w Czarnogórze, w gminie Tuzi. W 2011 roku liczyła 49 mieszkańców.